# William Ellery Channing
William Ellery Channing (født 7. april 1780 i Newport, død 2. oktober 1842 i Benington) var en amerikansk unitarisk teolog.
Channing, hvis fader var jurist, studerede ved Harvard College i Cambridge og blev 1803 præst i Boston ved en kongregationalistisk menighed, som han betjente til sin død. Han bekæmpede ivrigt treenigheds- og forsoningslæren og blev hurtig lederen af unitarerne, der dog ikke udskilte sig eller blev ekskommunicerede, da hver kongregationalistisk menighed har fuldkommen selvstyre. Som prædikant var han altid meget søgt, han var begejstret for alle sædelige idealer og sociale fremskridt, bekæmpede slaveriet, arbejdede for afholdsforeninger, fængselsforbedring og bibeludbredelse. Hans værker er udgivne i 6 bind (1841 ff.).